# 意识流文学
意识流文学泛指注重描绘人物意识流动状态的文学作品，既包括清醒的意识，更包括无意识、梦幻意识和语言前意识。“意识流”一词是心理学词汇，是在1918年梅·辛克莱评论英国陶罗赛·瑞恰生的小说《旅程》时引入文学界的。意识流文学是现代主义文学的重要分支，主要成就体现在小说领域，在戏剧、诗歌与电影等艺术体裁形式中也有所表现。

## 概述
“意识流”原是西方心理学上的术语，最初见于美国心理学家威廉·詹姆斯的论文《论内省心理学所忽略的几个问题》。他认为人类的意识活动是一种连续不断的流程。意识并不是片段的衔接，而是流动的。这是“意识流”这一概念在心理学上第一次被正式提出。
20世纪初，法国哲学家亨利·柏格森的“绵延论”强调生命冲动的连绵性、多变性。他的关于“心理时间(psychological time)”与“空间时间”的区分、关于直觉的重要性以及奥地利精神分析学家弗洛伊德的无意识结构和梦与艺术关系的理论，都对意识流文学的发展有过重大影响。
学术界一般认为意识流是象征主义文学在小说领域的体现。但是由于其技巧独特、成就很高，因此通常把意识流文学当成一个独立的文学流派来处理。

## 理论主张

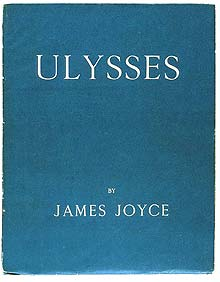
詹姆斯·乔伊斯的《尤利西斯》（第一版，1922 年）的封面，被認為是意識流寫作風格的典範。

意识流小说家主张让人物主观感受到的“真实”客观地、自发地再现于纸面上，反对传统小说出面介绍人物的身世籍贯、外界环境、時间或挺身而出评头论足的写法，要求作者“退出小说”。这个主张最初是由美国作家亨利·詹姆斯提出的，后来艾略特的“非人格化”理论也表达了类似的主张。
意识流文学的代表人物詹姆斯·乔伊斯就把消灭了作者人格的戏剧看作最高的美学形式，并力图在小说中达到这一目标。乔伊斯认为作品是与外界事物绝缘的独立自足的有机结构。作为现成的艺术品，它不仅与社会、历史无关，甚至与作者本人也无关。因为社会历史因素和作者的思想感情只是创作的素材，它们进入作品以后就被“艺术化”、“形式化”了，早已不是原来的模样。

## 艺术技巧

### 内心独白
在假定没有其他人倾听的情况下，一个人物把自己的所感所思毫无顾忌的直接表露出来，就是“内心独白”。这是意识流文学最常用的技巧。如乔伊斯《尤利西斯》中就有大量独白。其特点是在独白中完全看不到作者的行迹，纯粹是小说中人物自己的真实意识流露。这种内心独白被称为“直接内心独白”。
此外，还有一种“间接内心独白”，虽然也是描写人物的内心活动，但是作者不时出来指点和解释。这种内心独白所展现的意识活动通常属于较浅的层次，比较连贯和合乎逻辑，语言形式也比“直接内心独白”易于理解。

### 内心分析
所谓“内心分析”，是指小说中的叙事人或人物很理智的对自己的思想和感受进行分析追索，并且是在并无旁人倾听的情况下进行的。它与“内心独白”的区别在于它以理性为指引作出合乎逻辑的有条理的推理或说明，而非任意识自然流动。普鲁斯特的《寻找失去的时间》（一译《追忆似水年华》）中就大量运用这种手法。英美有些研究者断然否认普鲁斯特是意识流小说家，主要就是因为他的“内心独白”只是受到理性控制的“内心分析”，而不是意识彻底的自然流动。

### 自由联想
人物的意识流表现不出任何规律和次序。其意识一般只能在一个问题/一种事物上作短暂逗留，头脑中的事物常因外部客观事物的突然出现而被取代；眼前任何一种能刺激感官的事物都有可能打断人物的思路，激发新的思绪与浮想，释放一连串的印象和感触。

### 时间和空间蒙太奇
“蒙太奇”是电影中用来表现事物多重性的一系列手法，如“多视角”、“慢镜头”、“特写镜头”、“闪回”等等。意识流小说家为了突破时空的限制，表现意识流动的多变性、复杂性，因此常采用这类手法。 
对这一手法采用最多的意识流作家包括弗吉尼亚·伍尔芙和威廉·福克纳。

### 诗化和音乐化
意识流小说家为了加强象征性的效果，有时采用诗歌和音乐的手段。他们广泛运用意象比喻、乐章结构、节奏韵律、标点符号甚至离奇的拼写方式来暗示人物在某一瞬间的感受、印象、精神状态或作品寓意。伍尔芙的《海浪》的语言就和意象派诗歌非常相似。乔伊斯的《尤利西斯》第十一章“海妖”则运用了巴赫赋格曲的结构。

## 代表作家

### 普鲁斯特
马赛尔·普鲁斯特（1871-1922）出身于法国富裕的资产阶级家庭，父亲是医学教授，母亲则是犹太经纪人的女儿。普鲁斯特自幼患有哮喘病，1906年后只能闭门写作。其成名作《追忆逝水年华》就以回忆的方式把早年的生活阅历加以追叙和分析。普鲁斯特在巴黎大学求学期间结识哲学家亨利·柏格森，柏格森的思想对普鲁斯特的创作产生了深远的影响。
《追忆逝水年华》长达三千余页，约二百万字，共分七部分。小说中，主人公以第一人称方式追叙青少年时代的生活经历，涉及亲友、法国贵族阶级和新兴资产者、艺术家等一大批人以及许多人的恋爱史。全书并没有贯串始终的故事情节，与传统的心理小说截然不同。普鲁斯特是意识流文学的先驱。

### 乔伊斯
詹姆斯·乔伊斯（1882－1941）生于爱尔兰的都柏林，大学毕业后到巴黎、苏黎世等地过流亡生涯。1920年－1939年期间定居法国。其早期的作品《都柏林人》和《一个青年艺术家的画像》仍属于现实主义范畴，而出版于1922年的《尤利西斯》则成为英语意识流文学的奠基之作。小说主要写三个都柏林市民在1904年6月16日早晨八点到夜间两点四十五分将近19个小时内的活动和思想。书名《尤利西斯》是荷马史诗《奥德赛》的拉丁名。
《尤利西斯》最大的成就是在意识流小说技巧的全面推进和高度发展。一切意识流文学的艺术技巧在这部小说中都得到了很好的体现。在语言上，西方评论界认为《尤利西斯》是对20世纪英语语言做出了重大贡献的两部小说之一，另一部是美国作家纳博科夫的《洛丽塔》。
乔伊斯的另外一部作品《芬尼根的守灵夜》则将意识流小说的风格推向极致。全书用65种语言组合写成，极其晦涩难懂。
乔伊斯是意识流作家中成就最高者，代表了这一文学流派的颠峰。

### 伍尔芙

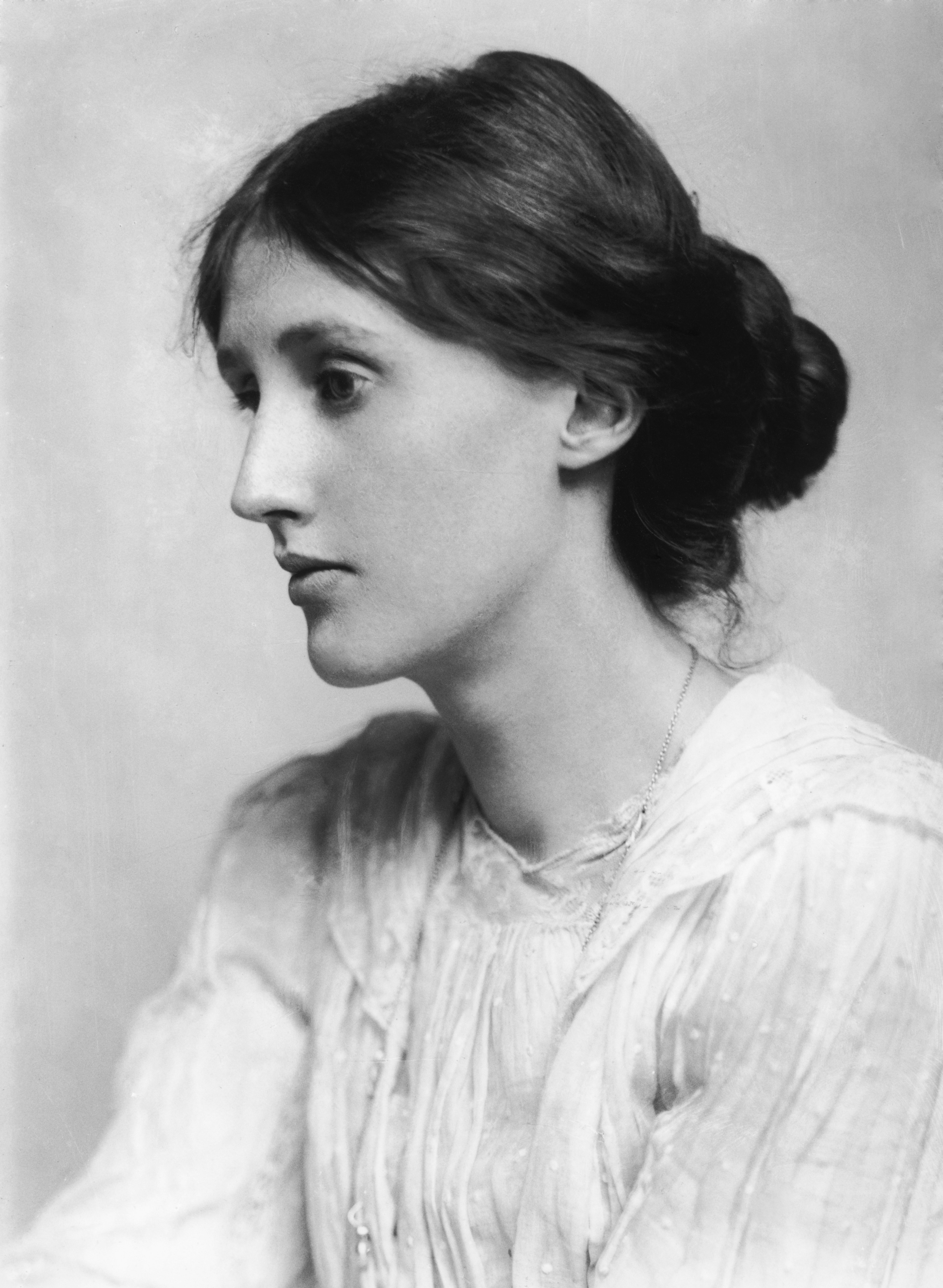
弗吉尼亚·伍尔芙

弗吉尼亚·伍尔芙（1882－1941）是意识流作家中成就最高的女性。她是英国著名学者莱斯利·斯蒂芬爵士的女儿。其代表作品包括《达洛维夫人》、《海浪》、《到灯塔去》和《墙上的斑点》。
伍尔芙与其他男性意识流作家不同之处在于，她的小说往往富有诗意，在语言上更像诗体散文，富有唯美主义的情调。但其小说内容的晦涩难懂却和其他意识流作家的作品别无二致。例如，在其代表作《海浪》中，作者没有设计贯串全文的主要情节，而是时刻强调“瞬间”感觉的重要性，认为生命的本质在于感觉。小说具有显著的存在主义色彩。
伍爾芙对现代主义文学的发展持悲观态度，认为这个时代的文学中没有大师，只有试验者。现代派小说不过是两个高峰之间的峡谷而已。1941年，伍尔芙在伦敦投河自尽。
艾略特认为伍尔芙是当时英国文学的中心，是一种文明模式的代表。她的逝世意味着一个时代的结束。

### 福克纳
威廉·福克纳（1897－1962）是美国意识流文学的代表。他出身于美国南方一个没落的庄园主家庭。在所有意识流作家中，福克纳以描写错乱意识著称。他的著名代表作是一系列称为“约克纳帕塔法世系”的小说，包括15个长篇和几十个短篇。
《喧哗与骚动》是福克纳最优秀的意识流作品。书名取自莎士比亚名剧《麦克白》的著名台词。小说描写南方庄园主康普生一家的没落，由四个主要人物的心理活动组成。其中对白痴班吉的意识流的描写最为出色。此外，福克纳的著名意识流小说还包括《我弥留之际》。
福克纳并不是纯粹的意识流作家。他的大部分小说创作仍隶属于现实主义范畴。1949年，福克纳获得诺贝尔文学奖。

## 外部連結
- 探索英國文學 第六十三講：意識流 （页面存档备份，存于）